# Villemanoche
Villemanoche é uma comuna francesa na região administrativa de Borgonha-Franco-Condado, no departamento de Yonne. Estende-se por uma área de 14,39 km². Em 2010 a comuna tinha 680 habitantes (densidade: 47,3 hab./km²).